# Notre-Dame du Port
Notre-Dame du Port è una basilica romanica nel quartiere del porto di Clermont-Ferrand, tra piazza Delille e la cattedrale.

## Storia
Fu fondata dal cavaliere Saint-Avit nel sesto secolo e ricostruita nell'undicesimo e dodicesimo secolo dopo essere stata distrutta dai Normanni.
La chiesa abbaziale ha preso inizialmente il nome di Santa Maria Principale per distinguerla dalla chiesa-madre (Cattedrale di Santa Maria Assunta) e dalla chiesa di Santa Maria tra i Santi, chiesa abbaziale dell'abbazia di Sant'Illidio.
Dal 1840 è classificata come Monumento storico di Francia.. Dal 1998 inoltre è stata iscritta nella Lista dei patrimoni dell'umanità dell'UNESCO, in quanto tappa del Cammino di Santiago di Compostela in Francia.

## Immagini della basilica

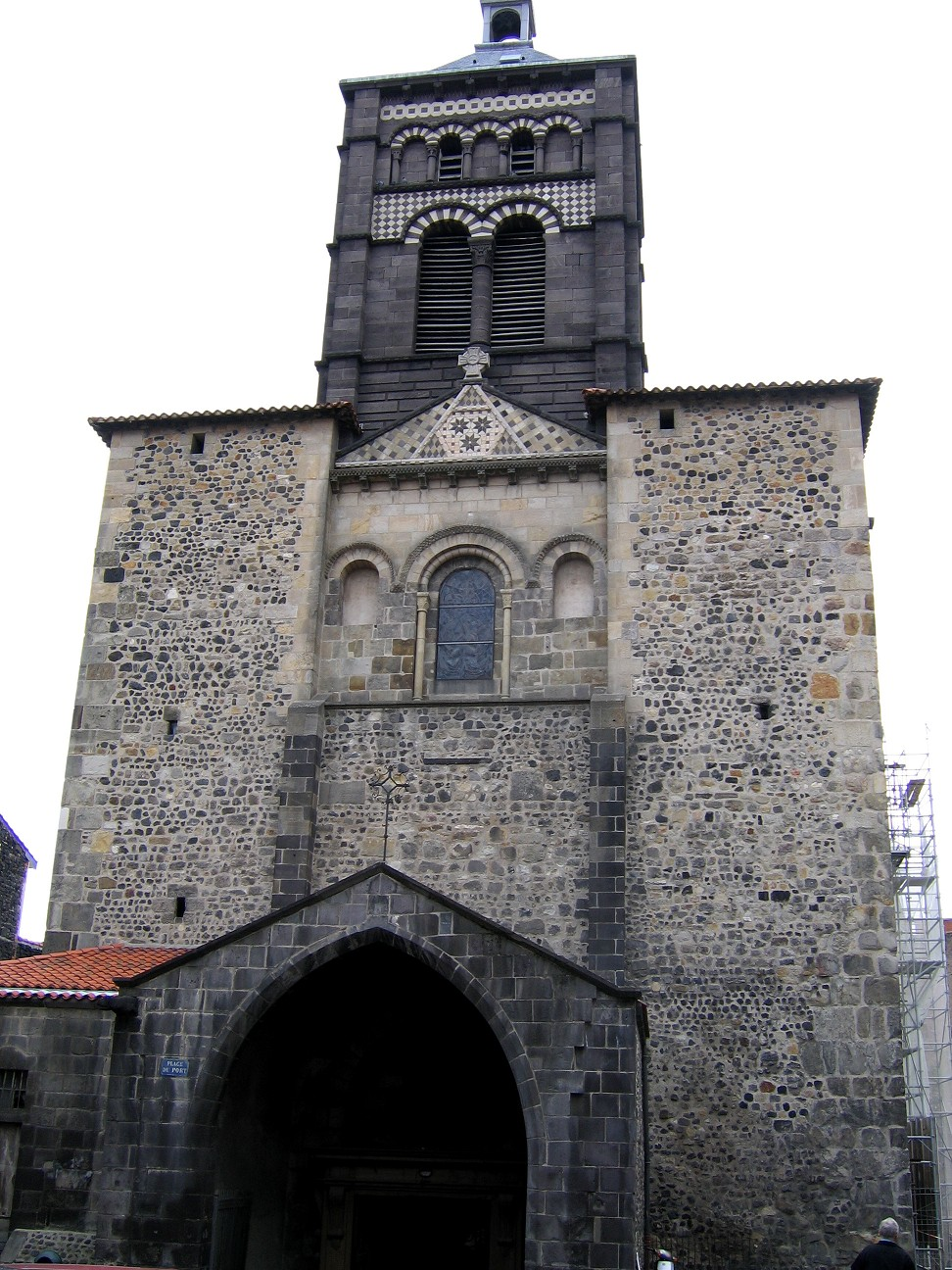
Porta ovest
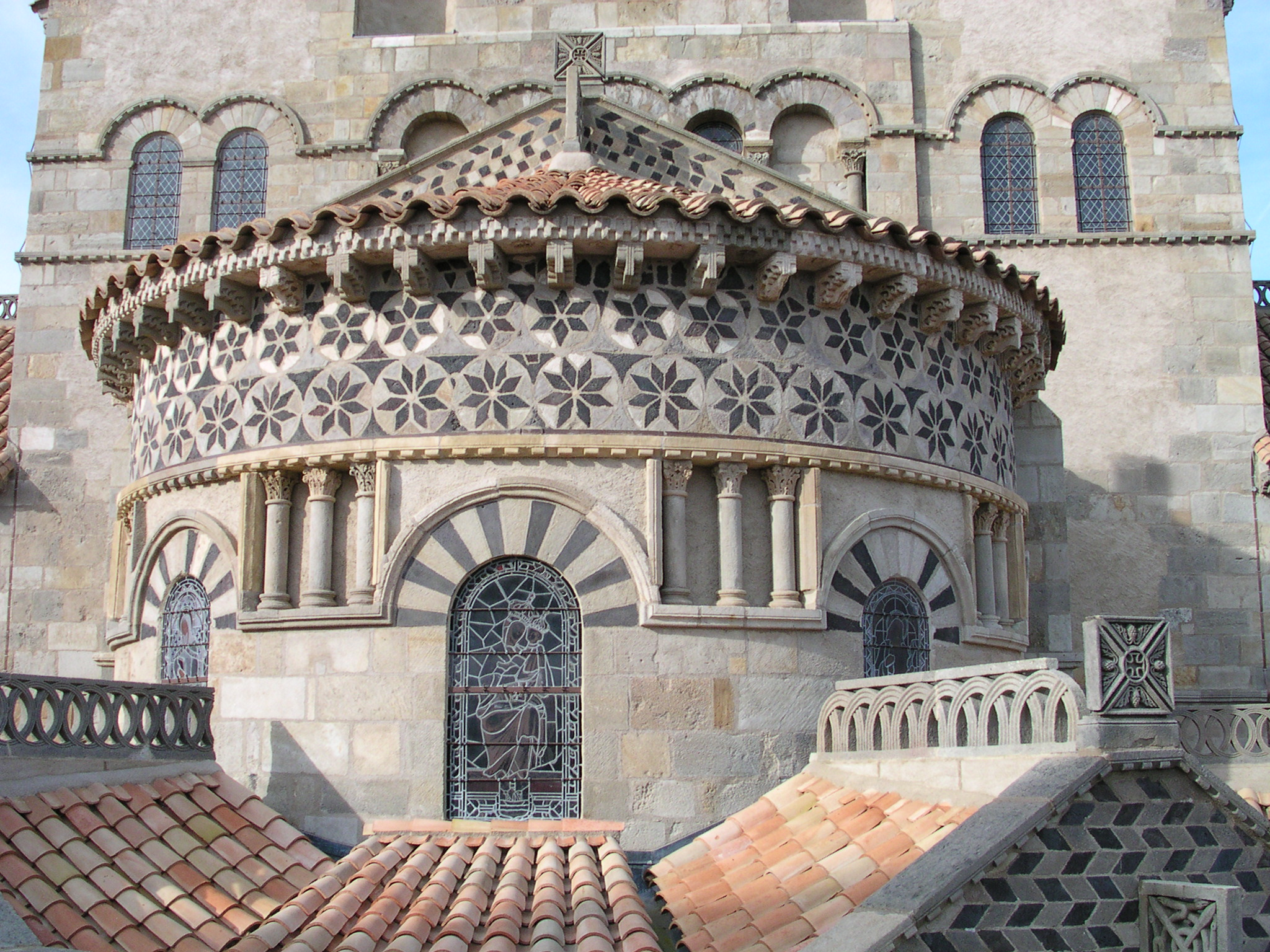
Fronte posteriore